# National Symphony Orchestra
Het National Symphony Orchestra (NSO) is het nationale symfonieorkest van de Verenigde Staten. Het werd opgericht in 1930 en heeft als standplaats Washington D.C.. De zaal waarin het orkest in speelt is het John F. Kennedy Center for the Performing Arts.

## Chef-dirigenten
Het NSO heeft vanaf 1930 de volgende chef-dirigenten gehad:
- Hans Kindler (1930–1949)
- Howard Mitchell (1949–1970)
- Antal Doráti (1970–1977)
- Mstislav Rostropovich (1977–1994)
- Leonard Slatkin (1996–2008)
- Iván Fischer (2008–2010)
- Christoph Eschenbach (2010–2017)
- Gianandrea Noseda (2017–nu)